# Демир Капия (пролом)
Вижте пояснителната страница за други значения на Демир Капия.
Демир Капия (на турски: Demir Kapı, в превод Желязна врата, на македонска литературна норма: Демиркаписка Клисура) е пролом на река Вардар, наречен по името на едноименния град Демир Капия. Дълъг е 31,5 km от Бошава до Удово, от изток е заграден от планините Серта и Градешка, а от запад Кръставец и Кожух. Проломът е висок между 900 и 1000 m и се състои от мезозойски варовици от периодите юра и креда. 
Климатът в пролома е средиземноморски като в него се срещат разновидни типове диви животни като сърни, лисици, язовци, вълци, яребици и други, а освен тях в реката се срещат сомове над 1 кг тегло. В проломът се намират 13 пещери, сред които най-известни са Бела вода и Змейовец.